# Winterquartier der Mopsfledermaus in Burg Stein
Winterquartier der Mopsfledermaus in Burg Stein este o arie protejată (arie specială de conservare — SAC, sit de importanță comunitară — SCI) din Germania întinsă pe o suprafață de 0,01 ha, integral pe uscat.

## Localizare
Centrul sitului Winterquartier der Mopsfledermaus in Burg Stein este situat la coordonatele 47°59′16″N 12°32′48″E / 47.9878°N 12.5467°E.

## Înființare
Situl Winterquartier der Mopsfledermaus in Burg Stein a fost declarat sit de importanță comunitară în martie 2001 pentru a proteja 2 specii de animale. Situl a fost protejat și ca arie specială de conservare în aprilie 2016.

## Biodiversitate
Situată în ecoregiunea continentală, aria protejată nu include niciun habitat protejat.
La baza desemnării sitului se află mai multe specii protejate de  mamifere (2): liliac cârn (Barbastella barbastellus), liliac comun (Myotis myotis).
Pe lângă speciile protejate, pe teritoriul sitului au mai fost identificate 3 specii de mamifere.